# بيلا ميكلا
بيلا ميكلا (مواليد 1921) هو مبارز بالسيف مجري، مثّل بلاده في الألعاب الأولمبية الصيفية 1948.

## روابط خارجية
بيلا ميكلا على موقع أوليمبيديا (الإنجليزية)